# 児玉浩
児玉 浩（こだま ひろし、1963年（昭和38年）4月12日 - ）は、日本の政治家。第3代広島県安芸高田市長（1期）、元広島県議会議員（6期）、第109代広島県議会副議長。

## 来歴
広島県安芸高田市生まれ。父親は、高宮町長や初代安芸高田市長などを務めた児玉更太郎。広島県立吉田高等学校、中京大学法学部卒業。高田郡農協（後に広島北部農協→JAひろしま広島北部地区）に勤務。
1999年（平成11年）4月の広島県議会議員選挙に高田郡選挙区（定数1）から無所属で立候補。自民党現職で72歳の木山千之、甲田町議を辞して臨んだ51歳の吉田修らに対し、35歳の児玉は若さをアピール、初当選。
2003年（平成15年）の県議選は自民党公認で立候補し、無投票で再選。
2019年（平成31年）、無投票で6選。
2019年5月から2020年2月まで第109代広島県議会副議長を務めた。
2020年（令和2年）4月5日告示、同月12日実施の安芸高田市長選挙に自民党・公明党の推薦を受けて立候補し、無投票により初当選した。同月18日、第3代市長就任。
同年6月26日、後述の参院選での買収事件で県議時代に現金授受（合計60万円）に関与したことを受けて「反省を示さなくちゃ」と頭を丸刈りにし、市長を続ける考えだったが、7月3日、当選から僅か2ヶ月半で市長を辞職した。

## 参院選をめぐる現金買収事件
2019年
- 3月29日、広島県議会議員選挙が告示。児玉は無投票で6期目の当選を果たす。
- 7月21日、第25回参議院議員通常選挙が執行。広島県選挙区（改選数2）においては、無所属・現職の森本真治と自民党新人の河井案里が当選を果たした。自民党現職の溝手顕正は次点で落選。

2020年
- 4月5日、安芸高田市長選挙が告示される。児玉は無投票で初当選[8]。
- 6月18日、東京地検特捜部は、前年の参院選広島県選挙区をめぐり河井克行・河井案里夫妻が広島県内の地方議員や首長ら94人に投票や票の取りまとめを依頼し、計約2,570万円の報酬を渡したとして、両者を逮捕した[12]。克行は証拠品を押収される前に、パソコンから現金配布先の名前や金額を記載したリストのデータを削除していたが、検察は電子データを解析する「デジタル・フォレンジック」を実施し、削除されたリストを復元。これが逮捕の決め手となった[13][14]。
- 6月24日、児玉は安芸高田市役所で取材に応じ、河井克行から2回にわたって現金計60万円を受け取ったことを認めた[15][16]。広島県内の首長で現金受領を認めたのは、克行から20万円を受け取ったとして同年4月に安芸太田町長を辞職した小坂真治に続き2人目となった[16]。
- 6月26日、もともと短めだった頭髪を丸刈りにし、市長を続投する意向を表明した[17]。記者会見で「今できることを考え、『反省を示さなくちゃ』とこういうヘアスタイルにした」と説明した[10]。
- 同日、安芸高田市議会の先川和幸議長、水戸真悟副議長、青原敏治市議は児玉とは別に記者会見し、克行から現金を受け取ったと明らかにした。3人のうち先川は議長室で20万円、水戸は副議長室で10万円を受け取ったという[18]。
- 6月27日、児玉は、自身や正副議長らに対する抗議の電話やメールが市に殺到していると述べた。メールのほとんどは辞職を求める意見で、電話の半分は抗議だった。「安芸太田町長や三原市長のようにあなたも辞めるべきだ」といった厳しい意見が多く寄せられたという[19]。
- 6月28日、児玉の後援会は役員会を開いて対応を協議した。約20人が集まった役員会に児玉も出席。役員から、現金の受け取りを後援会へ説明しないまま4月の市長選へ立候補した責任を問い、辞職するべきだとの声が上がった[20]。同日、識者からは「丸刈りで謝罪というのは、その人にとって『大切なもの』が『毛』で、『反省の度合い』が『3ヶ月くらいで元に戻る』ものなのかもしれない」という声が上がった[21]。
- 6月29日、市議会議長へ辞表を提出[22]。
- 6月30日、児玉が現金を受け取った時期が明かされた。1回目は県議だった2019年3月末で、自身の事務所で30万円が入った封筒を克行から受け取り、2回目は市長当選後の同年5月末で、車の中で30万円入りの封筒を受け取ったと証言した[23]。
- 7月3日、市議会は臨時会を開き同日付の辞職に同意し、児玉は辞職した[24][25]。現金の受領を認めた広島県内の首長が辞職したのは小坂真治（安芸太田町長）、天満祥典（三原市長）に続き3人目となった[26]。議長・先川和幸と副議長・水戸真悟も議長、副議長を辞した[27]（先川と水戸は7月17日、青原敏治とともに現金を受領した責任をとり市議を辞職した[28]）。
- 12月21日、河井克行の公判が東京地裁であり、児玉は検察側の証人として出廷。現金受け取りの詳細を証言した。証言内容は以下のとおり[29]。

| 年月日        | 場所       | 内容 |
| 2019年3月29日 | 安芸高田市 | 児玉が県議選で無投票当選を決めたこの日、克行は市内の事務所に来て、30万円が入った白封筒を児玉に渡した。                               |
| 2019年5月26日 | 安芸高田市 | 市内で駐車中の乗用車内で30万円が入った白封筒を児玉に渡した。児玉が会計処理を尋ねると、克行は「これは表に出ないお金」と言ったという。 |
2022年
- 1月28日、東京地検が不起訴にした広島の地元議員ら100人のうち、35人が検察審査会に「起訴相当」と議決されたことが公表された。児玉もその中に含まれた[30][31]。
- 3月14日、広島地検は、起訴相当と議決された35人のうち、9人を在宅起訴、25人を略式起訴した。児玉は略式起訴された[32]。

## 人物
家族は父、母、妻、娘3人。